# José Carlo Fernández
José Carlo Fernández González (Santa Cruz de la Sierra, 24 de enero de 1971) es un exfutbolista boliviano. Jugaba como guardameta y su último equipo fue Oriente Petrolero. Se ha desempeñado en diversos equipos de Bolivia, Colombia, Estados Unidos, España, Chile, Perú y Venezuela.
Durante 2 temporadas (2011-2012) fue gerente deportivo del Club Bolívar.

## Selección nacional
Defendió la camiseta boliviana en 1999 en la Copa FIFA Confederaciones y formó parte del equipo donde jugaba Kiru Ibañez, Juan Carlos Prado, Nino Ibañez. que jugó las Copas América de 1997, 1999 y 2004.
En las eliminatorias para Corea y Japón 2002 cometió una serie de errores, en partidos contra Venezuela y Colombia. [cita requerida]
El 11 de mayo de 2005 renunció a la selección de fútbol de Bolivia, aduciendo problemas personales.

## Clubes
| Club                   | País           | Año       |
| ---------------------- | -------------- | --------- |
| Oriente Petrolero      | Bolivia        | 1995-1996 |
| Destroyers             | Bolivia        | 1997      |
| Blooming               | Bolivia        | 1998-1999 |
| Veracruz               | México         | 1999-2000 |
| Córdoba CF             | España         | 2000      |
| New England Revolution | Estados Unidos | 2001      |
| Bolívar                | Bolivia        | 2001-2004 |
| Santa Fe               | Colombia       | 2004      |
| Deportivo Cali         | Colombia       | 2005      |
| Universidad de Chile   | Chile          | 2006      |
| Universitario          | Bolivia        | 2006      |
| Melipilla              | Chile          | 2007      |
| José Gálvez FBC        | Perú           | 2008      |
| Blooming               | Bolivia        | 2008      |
| Bolívar                | Bolivia        | 2009      |
| Deportivo Italia       | Venezuela      | 2009      |
| Oriente Petrolero      | Bolivia        | 2010      |

## Palmarés

### Títulos nacionales
| Título              | Club              | Año           |
| ------------------- | ----------------- | ------------- |
| Primera División    | Blooming          | 1998          |
| Primera División    | Blooming          | 1999          |
| Torneo Finalización | Deportivo Cali    | 2005          |
| Primera División    | Oriente Petrolero | Clausura 2010 |